# جان‌برک دلاور
جان‌برک دلاور (انگلیسی: Canberk Dilaver؛ زادهٔ ۱ ژوئن ۱۹۹۳) بازیکن فوتبال اهل ترکیه است.
از باشگاه‌هایی که در آن بازی کرده‌است می‌توان به باشگاه فوتبال مانیسااسپور، باشگاه فوتبال آدانااسپور، باشگاه فوتبال سامسون‌اسپور، و باشگاه فوتبال اردواسپور اشاره کرد.
وی همچنین در تیم ملی فوتبال زیر ۲۰ سال ترکیه بازی کرده‌است.